# Nejproduktivnější hráč v československé hokejové lize
Nejproduktivnější hráč v československé hokejové lize bylo oceněni udělované nejlepšímu hráči v kanadském bodování v základní části. Ocenění se začalo předávat od roku 1962, prvním vítězem se stal slovenský útočník ze Slovanu Bratislava Jozef Golonka. Nejvíce kanadských bodů nasbíral v ročníku 1976/1977 Milan Nový.

## Jednotlivé ročníky
| Sezóna    | Vítěz             | Klub                      | Body / branky + asistence /          |
| --------- | ----------------- | ------------------------- | ------------------------------------ |
| 1961/1962 | Jozef Golonka     | HC Slovan Bratislava      | 50 bodů / 32 branek + 18 asistencí / |
| 1962/1963 | Jiří Dolana       | HC Pardubice              | 43 bodů / 27 branek + 16 asistencí / |
| 1963/1964 | Josef Černý       | TJ ZKL Brno               | 56 bodů / 44 branek + 12 asistencí / |
| 1964/1965 | Jan Klapáč        | Dukla Jihlava             | 42 bodů / 34 branek + 8 asistencí /  |
| 1965/1966 | Jaroslav Holík    | Dukla Jihlava             | 69 bodů / 27 branek + 42 asistencí / |
| 1966/1967 | Václav Nedomanský | HC Slovan Bratislava      | 60 bodů / 40 branek + 20 asistencí / |
| 1967/1968 | Jan Havel         | HC Sparta Praha           | 54 bodů / 39 branek + 15 asistencí / |
| 1968/1969 | Jan Suchý         | Dukla Jihlava             | 54 bodů / 28 branek + 26 asistencí / |
| 1969/1970 | Jiří Kochta       | HC Sparta Praha           | 52 bodů / 25 branek + 27 asistencí / |
| 1970/1971 | Václav Mařík      | TJ Motor České Budějovice | 49 bodů / 24 branek + 29 asistencí / |
| 1971/1972 | Václav Nedomanský | HC Slovan Bratislava      | 56 bodů / 35 branek + 21 asistencí / |
| 1972/1973 | Milan Nový        | Dukla Jihlava             | 56 bodů / 39 branek + 17 asistencí / |
| 1973/1974 | Václav Nedomanský | HC Slovan Bratislava      | 74 bodů / 46 branek + 28 asistencí / |
| 1974/1975 | Ivan Hlinka       | CHZ Litvínov              | 78 bodů / 36 branek + 42 asistencí / |
| 1975/1976 | Milan Nový        | Poldi Kladno              | 57 bodů / 35 branek + 22 asistencí / |
| 1976/1977 | Milan Nový        | Poldi Kladno              | 89 bodů / 59 branek + 30 asistencí / |
| 1977/1978 | Milan Nový        | Poldi Kladno              | 75 bodů / 40 branek + 35 asistencí / |
| 1978/1979 | Marián Šťastný    | HC Slovan Bratislava      | 74 bodů / 39 branek + 35 asistencí / |
| 1979/1980 | Vincent Lukáč     | VSŽ Košice                | 67 bodů / 43 branek + 24 asistencí / |
| 1980/1981 | Milan Nový        | Poldi Kladno              | 80 bodů / 32 branek + 48 asistencí / |
| 1981/1982 | Milan Nový        | Poldi Kladno              | 67 bodů / 29 branek + 38 asistencí / |
| 1982/1983 | Vincent Lukáč     | VSŽ Košice                | 68 bodů / 49 branek + 19 asistencí / |
| 1983/1984 | Vladimír Růžička  | CHZ Litvínov              | 54 bodů / 31 branek + 23 asistencí / |
| 1984/1985 | Miroslav Ihnačák  | VSŽ Košice                | 66 bodů / 35 branek + 31 asistencí / |
| 1985/1986 | Vladimír Růžička  | CHZ Litvínov              | 73 bodů / 41 branek + 32 asistencí / |
| 1986/1987 | David Volek       | HC Sparta Praha           | 52 bodů / 27 branek + 25 asistencí / |
| 1987/1988 | Jiří Lála         | HC České Budějovice       | 68 bodů / 30 branek + 38 asistencí / |
| 1988/1989 | Vladimír Růžička  | Dukla Trenčín             | 84 bodů / 46 branek + 38 asistencí / |
| 1989/1990 | Robert Reichel    | HC Chemopetrol Litvínov   | 83 bodů / 49 branek + 34 asistencí / |
| 1990/1991 | Radek Ťoupal      | Dukla Trenčín             | 82 bodů / 22 branek + 60 asistencí / |
| 1991/1992 | Žigmund Pálffy    | Dukla Trenčín             | 74 bodů / 41 branek + 33 asistencí / |
| 1992/1993 | Žigmund Pálffy    | Dukla Trenčín             | 79 bodů / 38 branek + 41 asistencí / |

## Celkově
| Hráč              | Počet | Rok                               | Klub                                                                                                |
| ----------------- | ----- | --------------------------------- | --------------------------------------------------------------------------------------------------- |
| Milan Nový        | 6x    | 1973 1976, 1977, 1978, 1981, 1982 | v klubu Dukla Jihlava v klubu Poldi Kladno                                                          |
| Václav Nedomanský | 3x    | 1967, 1972, 1974                  | vždy v klubu HC Slovan Bratislava                                                                   |
| Vladimír Růžička  | 3x    | 1984, 1986 1989                   | v klubu CHZ Litvínov v klubu Dukla Trenčín v klubu HC Slavia Praha v české extralize ledního hokeje |

## Souvislé články
- Nejproduktivnější hráč Tipsport ELH
- Nejproduktivnější hráč Tipsport ligy (Slovensko)